# 프릴

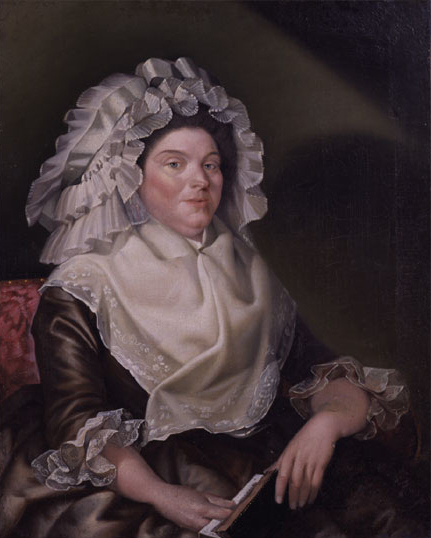
몹시 주름진 모자를 쓴 여성의 초상, 1789

프릴(frill)은 주름을 잡아 물결 모양으로 만든 옷 가장자리의 장식이다. 주로 아동복이나 여성복의 소맷부리, 깃, 치맛단 등에 장식하기도 하고 커튼이나 방석의 가장자리 장식에도 이용된다. 여성스럽고 화려한 분위기를 낸다.